# Carmen Laforet
Pour les articles homonymes, voir Laforêt (homonymie).
Œuvres principales
- Nada
- La mujer nueva

Carmen Laforet, née le 6 septembre 1921 à Barcelone (Catalogne, Espagne) et décédée le 28 février 2004  à Majadahonda (Communauté de Madrid, Espagne), est une écrivaine espagnole appartenant au mouvement du tremendisme.
Elle reçoit en 1944 le Prix Nadal pour Nada, et en 1956 le Prix national de Narration, appelé alors « Prix National de Littérature Miguel de Cervantes de Narration » pour La mujer nueva.

## Biographie
À l'âge de deux ans elle part aux Îles Canaries avec sa famille et passe son enfance et son adolescence à Las Palmas de Gran Canaria. À 18 ans, elle revient à Barcelone pour des études de philosophie, droit et lettres, études qu'elle ne finira pas. À 21 ans elle part vivre à Madrid, ville où elle restera une grande partie de sa vie. Elle apparaît dans le monde littéraire en 1944 avec l'obtention de la première édition du Prix Nadal, pour son roman Nada (Rien en français). Nada représente un style nouveau de roman, situé dans l'après-guerre espagnole. Le narrateur est subjectif, plus témoin qu'acteur de l'action. La protagoniste est féminine et la thématique existentielle décrit une jeune fille pleine d'envie de vivre qui doit se confronter à la dure réalité de la vie. Presque toutes les œuvres de Carmen Laforet tournent autour de la confrontation entre les idéaux de jeunesse et la médiocrité du réel.
Carmen Laforet se marie en 1948 avec le critique Manuel Cerezales avec qui elle aura cinq enfants. Durant ces années elle se fera catholique et fera preuve d'un engagement important envers cette religion, mais elle s'en séparera de la même manière. Elle n'exploite pas le  succès de son premier roman et ne fait publier le suivant que plusieurs années après, en 1952, avec La Isla y los demonios.
Elle écrit aussi des contes pour enfants, et envoie des contributions à certains journaux.
Elle meurt en 2004, atteinte par la maladie d'Alzheimer. À cette occasion on republie certaines de ses œuvres, qui rencontrent le même succès que lors de leur première édition.

## Œuvres
- Nada (Prix Nadal, 1944) — Traduction française : Rien, Éditions Bartillat, 2004
- La isla y los demonios (1950) — Traduction française : L'île et ses démons, Éditions Bartillat, 2006
- El piano (1952)
- La llamada (1954), contes
- La mujer nueva (Prix national de Narration, 1955) — Traduction française : Une nouvelle femme, Éditions Bartillat, 2009
- Un matrimonio (1956), roman
- Gran Canaria (1961), essai
- La insolación (1963), roman
- Paralelo 35 (1967), roman
- La niña y otros relatos (1970), contes
- Mi primer viaje a USA (1981), essai
- Al volver la esquina (2004), posthume
- Carta a don Juan (2007), posthume
- Romeo y Julieta II (2008), posthume